# Sułkowice (Cracovie)
Pour les articles homonymes, voir Sułkowice (homonymie).
Sułkowice est une localité polonaise de la gmina d'Iwanowice, située dans le powiat de Cracovie en voïvodie de Petite-Pologne.